# Helga Stödter
Helga Stödter (geborene Kloninger; * 9. März 1922 in Berlin; † 29. Mai 2011 in Hamburg) war eine deutsche Juristin und Frauenrechtlerin. Noch als Referendarin war sie Pflichtverteidigerin während der Rastatter Prozesse. Nach Ende ihrer Ausbildung setzte sie sich für die Rechte alleinerziehender Mütter und für mehr Frauen in Führungspositionen ein.

## Ausbildung und beruflicher Werdegang
Helga Stödter war Tochter eines Ingenieurs und einer Handelslehrerin, die beide Gegner des NS-Regimes waren. Dementsprechend war Stödter niemals Mitglied des BDM. 1940 legte sie im Alter von 17 Jahren ihr Abitur in Berlin ab und schloss ihr Studium der Volkswirtschaft 1942 mit dem Diplom ab. 1944 folgte dann die Promotion in den Wirtschafts- und Sozialwissenschaften. Parallel dazu begann Stödter ein Jura-Studium.
Im Mai 1945 wurde sie provisorisch als Strafverteidigerin vor französischen Militärgerichten zugelassen und 1946 durch das damalige Justizministerium Württemberg/Hohenzollern als „Offizialverteidigerin“ vor dem Obersten Französischen Militärgericht für die sogenannten Rastatter Kriegsverbrecher-Prozesse in der französischen Besatzungszone als Pflichtstrafverteidigerin in 295 Fällen berufen. Zu diesem Zeitpunkt befand sich Stödter noch im Referendariat und war folglich noch keine vollwertige Juristin. Dafür besaß sie gute Französischkenntnisse und war nicht durch eine nationalsozialistische Vergangenheit vorbelastet. Als einzige Frau unter lauter männlichen Kollegen verteidigte sie ihre Mandanten, von denen letztlich keiner zum Tode verurteilt wurde.
Nach den Rastatter Prozessen legte Stödter 1949 das zweite juristische Staatsexamen ab. 1952 trat sie in den Auswärtigen Dienst ein, der sie zuletzt als Legationsrätin an die Deutsche Botschaft London führte. Im Jahr 1961 wurde sie als Rechtsanwältin in Hamburg zugelassen.

## Engagement
Neben ihrer beruflichen Tätigkeit war Stödter auch in hohem Maße politisch aktiv: Sie engagierte sich im Deutschen Juristinnenbund und war –zwischenzeitlich selbst alleinerziehende Mutter – Vorsitzende des Hamburger Landesverbandes alleinstehender Mütter sowie seit 1970 Ehrenpräsidentin des Verbandes alleinerziehender Mütter. Auch die Gründung des Vereins Vereinigung für Frauen im Management e. V. und des Verbandes European Women’s Management Development initiierte sie mit. Mit Lore Maria Peschel-Gutzeit verband sie eine enge Freundschaft. Darüber hinaus war sie an der Einführung einer Unterhaltsvorschusskasse in Hamburg beteiligt, ein Modell, das später auf die gesamte Bundesrepublik übertragen werden sollte. 1988 gründete sie die Helga Stödter-Stiftung und war seitdem bis 2006 Vorstandsvorsitzende der Stiftung. Seit 2012 vergibt die Stiftung in Zusammenarbeit mit der Handelskammer Hamburg jährlich den Helga-Stödter-Preis an Hamburger Unternehmen, die sich für ein ausgewogenes Verhältnis von Männern und Frauen in Führungspositionen einsetzen.

## Privates
In erster Ehe war Helga Stödter mit dem Mediziner Hans-Joachim Hodeige verheiratet, mit dem sie eine Tochter hatte. Ihr zweiter Mann war der Reeder und Jurist Rolf Stödter, mit dem sie von 1964 bis zu seinem Tod im Jahr 1993 verheiratet war. Mit ihm hatte Helga Stödter zwei Töchter. Sie lebte bis zu ihrem Tod im Jahr 2011 in Wentorf bei Hamburg.

## Publikationen
Helga Stödter verfasste verschiedene Schriften zum Familienrecht, zum Strafrecht und zur Rolle der Frau in der Gesellschaft. Die Helga Stödter-Stiftung war  1989 Herausgeberin der Broschüren Frauen im Management Nr. 1 und Nr. 2 der Verfasserin Lisl Linde und 1998 des Buches „my job!“ der Verfasserin Heike Schock.

## Ehrungen
- Bundesverdienstkreuz am Bande (1986)
- Ehrenpreis der Firma Johnson & Johnson „Frauen fördern Frauen“ (1999)
- „Medaille für treue Arbeit im Dienste des Volkes“ der Freien und Hansestadt Hamburg (2002)
- Award von EWMD International „She made a difference“ (2004)